# En la palma de tu mano
En la palma de tu mano és una pel·lícula mexicana del director Roberto Gavaldón de produïda en 1950 i estrenada en 1951. Van protagonitzar aquest film Arturo de Córdova i Leticia Palma. També va ser guardonat amb el Premi Ariel a la millor pel·lícula, Direcció, Actuació Masculina, Fotografia, Argument original, Edició, Escenografia i So.

## Sinopsi
Karín, un "astròleg, quiròsof i ocultista", és en realitat un estafador que s'aprofita de la incredulitat de les seves clientes, basant-se en informes sobre elles que aconsegueix la seva esposa la vienesa Clara, empleada en un saló de bellesa. Aquesta li comunica a Karín que un milionari, Vittorio Romano, acaba de morir en assabentar-se que la seva esposa l'Ada l'ha traït amb el nebot d'ell, León. L'endeví es presenta al funeral presentant-se com un amic pròxim del difunt, aconseguint que Ada li confessi que ella i León van enverinar a Vittorio per a quedar-se amb la seva fortuna.
En assabentar-se del succeït, León intenta atropellar Karín, però és salvat per Carmelita una venedora de diaris a qui li llegeix les cartes del seu fill, un soldat que es troba a Corea, i l'oculta en la seva cabanya. En aquest lloc, Ada la vídua, es lliura a Karín i tramen matar León. Ella falta a la cita i ha d'enfrontar al nebot sol, abatent-lo amb un tret, i l'enterra a la cabanya.
No obstant això per la lectura del testament, és necessària la presència de León, per la qual cosa el desenterraran i intenten que sembli que va ser atropellat per un tren. Quan la policia troba el cadàver, cita a Ada per a fer el reconeixement d'aquest. Karín és requerit per la policia i creu que li han detingut per intentar fugir pel que confessa això de l'assassinat de León i involucra a Ada, ja que és el seu còmplice. Irònicament, la policia li havia demanat a Karín que els acompanyés però no per a detenir-lo sinó perquè identifiqui el cos de Clara, qui s'havia suïcidat deixant-li una carta.

## Repartiment
- Arturo de Córdova- Jaime Karín
- Leticia Palma-Ada Cisneros de Romano
- Carmen Montejo-Clara Stein
- Ramón Gay-León Romano
- Consuelo Guerrero de Luna-Señorita Arnold
- Enriqueta Reza - Carmelita

## Premis
El film va ser nominat a 11 Arieles dels quals els van ser atorgats en 1952 a la millor pel·lícula, a la direcció, a l'actuació masculina (Arturo de Córdova), a la fotografia, a l'argument oroginal, a l'edició, a l'escenografia i al so (Rodolfo Benitez).

## Recepció
Aquest film ocupa el lloc 70 dins de la llista de les 100 millors pel·lícules del cinema mexicà, segons l'opinió de 25 crítics i especialistes del cinema a Mèxic, publicada per la revista Somos en juliol de 1994.